# Der Ball (1931)
Der Ball ist ein deutscher Spielfilm aus dem Jahre 1931 von Wilhelm Thiele mit Dolly Haas in der Hauptrolle. Der Geschichte liegt der gleichnamige Erzählung (1930) von Irène Némirovsky zugrunde.

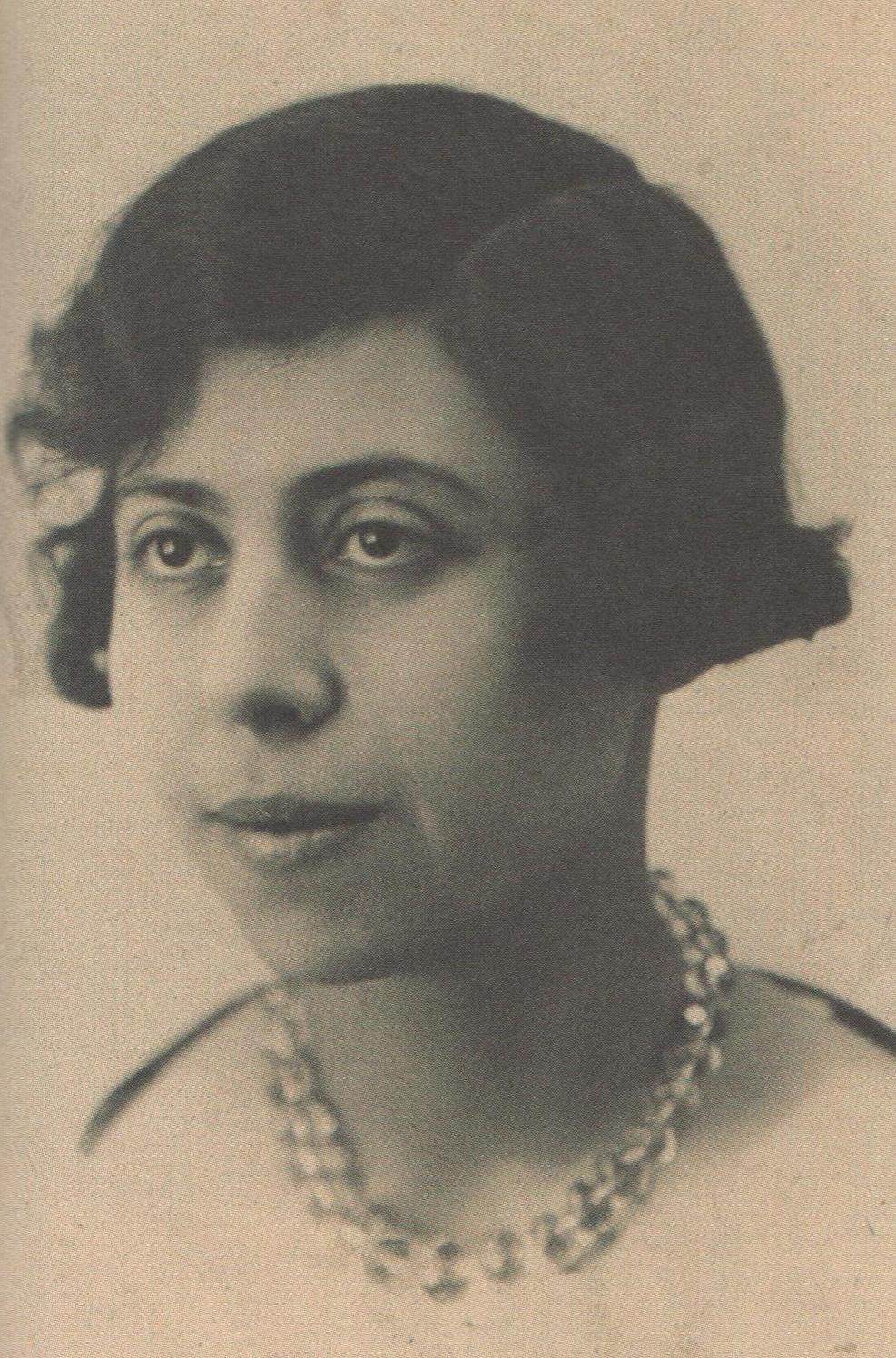
Autorin der literarischen Vorlage: Irène Némirovsky

## Handlung
Alfred Kampf, der an der Peripherie von Paris ein Kurzwarengeschäft besitzt, führt mit seiner Gattin Jeanne und beider Teenager-Tochter Antoinette ein ebenso unaufregendes wie alles in allem bescheidenes aber doch glückliches Leben. Ihr ererbtes Aktienpaket war bislang nicht wert, doch ändert sich dies eines Tages, als diese Wertpapiere wieder an der Börse notiert werden. Plötzlich ist man reich, und ebenso plötzlich will man nun zu der so genannten „besseren Gesellschaft“ gehören. Monsieur Kampf beschließt, dass die Familie daher unbedingt in ein schöneres und edleres Stadtviertel von Paris ziehen müsse, um fortan zur „feinen Gesellschaft“ gezählt zu werden. Für die junge Antoinette ist diese Umstellung besonders schwer, denn sie fühlt sich fortan von ihren Eltern vernachlässigt, von allem ausgeschlossen und ist unglücklich. Alfred und Jeanne aber forcieren ihre Versuche, „dazuzugehören“. Einer dieser Versuche führt zur Bekanntschaft mit dem soignierten und noblen Marcel de Brécourt, einem weltmännischen aber auch etwas zynischen Parlamentsabgeordneten. Der flirtet gern mit Jeanne aus Zeitvertreib, was Alfred zunächst gar nicht auffällt. Dennoch greift Familie Kampf gern zu, als Monsieur de Brécourt ihnen eine Einladung zu einer Gesellschaft seiner Tante Isabelle verschafft.
Auf diesem Ball, auf dem sich die Pariser Haute Volée trifft, nutzt der Adelige so ziemlich jede Gelegenheit, Jeanne zu umgarnen und mit ihr zu tanzen, sodass Alfred allmählich eifersüchtig wird. Es kommt erstmals zu einem Disput der beiden Eheleute, den Antoinette entsetzt mitbekommt. Daraufhin beschließt Jeanne, um mit „der Gesellschaft“ mithalten zu können, einen noch größeren Ball auszurichten. Ihre Tochter ist zwar begeistert, wird aber in ihrem Eifer rasch in die Schranken gewiesen, da ihre Mutter (womöglich aus Eifersucht über Antoinettes Jugend) keinesfalls ihre Tochter dabei haben will. Antoinette fühlt sich von dieser Zurückweisung tief getroffen und rächt sich für all die Vernachlässigungen, die sie durch ihre Eltern in der letzten Zeit erfahren hatte: Als Antoinette nämlich damit beauftragt, die Einladungskarten zur Post zu bringen, wirft sie diese stattdessen in die Seine. Der Ball wird zum Desaster für das Ego der Eltern Kampf: Niemand ist der Einladung gefolgt, der große Ballsaal bleibt leer!. Angesichts dieser gesellschaftlichen Blamage besinnen sich alle Kampfs, und man beginnt das Leben in der Seifenblasse angeblich „besserer Kreise“ zu hinterfragen und findet zurück zu sich selbst.

## Produktionsnotizen
Die Dreharbeiten fanden im Frühling und Frühsommer 1931 in Paris statt. Die Uraufführung war am 10. September 1931 in Berlins Gloria-Palast. Ab dem 29. Januar 1932 konnte man den Film unter dem Titel Dollys erster Ball auch in Wiener Kinos sehen.
Simon Schiffrin übernahm die Produktionsleitung. Lazare Meerson gestaltete die Filmbauten, Hermann Storr war für den Ton zuständig. Robert Gilbert verfasste die Liedtexte.
Von diesem Film wurde auch zeitgleich eine französischsprachige Fassung unter dem Titel Le bal gedreht, in der die 14-jährige Danielle Darrieux in der Haas-Rolle ihr Filmdebüt gab.

## Musik
Folgende Musiktitel wurden gespielt:
- Le bal
- Das ist der Sonntag!
- Einmal sucht jeder die Straße nach dem Glück
- Isabelle
- Puppenlied

Diese Lieder erschienen im Alrobi-Musikverlag GmbH, Berlin.

## Kritik
Die Österreichische Film-Zeitung schrieb: „Reinhold Schünzel als Kampf, Lucie Mannheim als Frau Kampf und Dolly Haas als deren Tochter spielen die heitere Handlung ausgezeichnet und mit gutem Humor, die Inszenierung Thieles ist sehr gelungen.“